# Instituto de Análisis de la Defensa

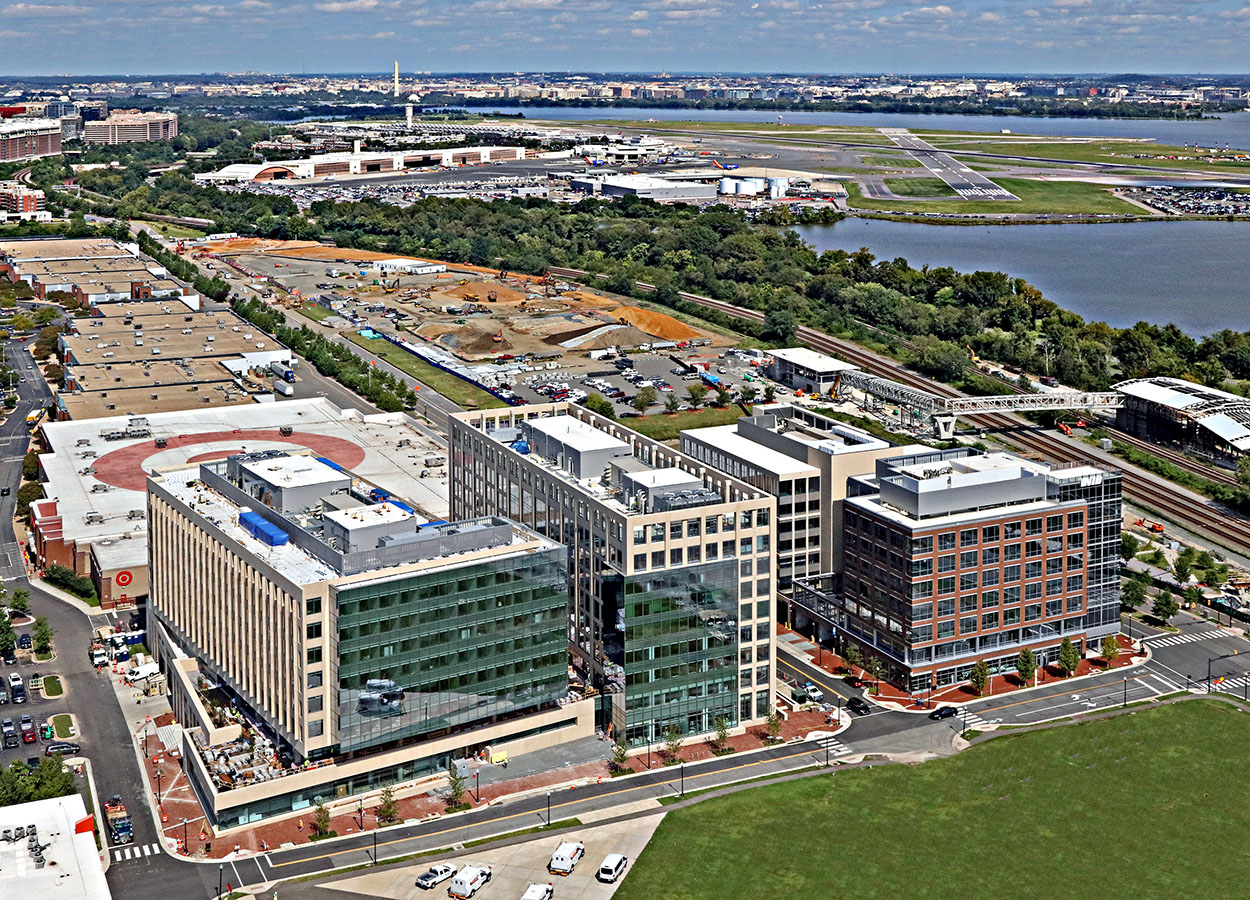
Arlington County IDA Potomac Yard

El Instituto de Análisis de la Defensa (IDA del inglés Institute for Defense Analyses) es una corporación sin ánimo de lucro de Estados Unidos financiada por el gobierno de Estados Unidos. Es un centro de investigación y desarrollo del gobierno y, como tal, sólo trabaja para él. En particular trabaja principalmente para el Departamento de Defensa de los Estados Unidos aunque a veces trabaja para otras entidades del gobierno como el Departamento de Estado de los Estados Unidos y la Agencia Central de Inteligencia.